# 黒澤明シリーズ
『黒澤明シリーズ』（くろさわあきらシリーズ）は、1969年8月18日から同年9月29日までTBS系列局で放送されていたTBS製作の映画番組である。全7回。放送時間は毎週月曜 21:00 - 22:56 （日本標準時）。

## 概要
月曜21時台と22時台に放送されていたドラマ3本がいずれも8月までに終了したため、同年秋の改編までのつなぎ2時間番組枠として放送。その名の通り、放送作品はいずれも黒澤明の監督作品である。上映時間が3時間半に及ぶ『七人の侍』についてもオリジナル同様、前編と後編に分けて放送するという手法を採った。
番組の終了後、それまで金曜日に放送されていた『金曜ロードショー』（日本テレビの同名番組とは無関係）がこの時間帯に入り、同時に『月曜ロードショー』と改題し、洋画中心の映画放送枠となった。なお、1989年10月から月曜日に「月曜ドラマスペシャル」が、国産2時間ドラマ枠として始まり、2019年3月までドラマ枠が継続した。

## 放送作品一覧
1. 七人の侍・第1部（8月18日）
2. 七人の侍・第2部（8月25日)
3. 酔いどれ天使（9月1日）
4. わが青春に悔なし（9月8日）
5. 素晴らしき日曜日（9月15日）
6. 生きものの記録（9月22日）
7. どん底（9月29日）

## 参考資料
- 毎日新聞縮刷版[どれ?][要ページ番号]

| TBS系列 月曜21:00枠 | TBS系列 月曜21:00枠                              | TBS系列 月曜21:00枠                                                                |
| 前番組 | 番組名                                           | 次番組                                                                             |
| --- | ------------------------------------------------ | ---------------------------------------------------------------------------------- |
| おんなみち（TBS版） （1969年4月7日 - 1969年8月4日） ※21:00 - 21:30お金がこわい! （1969年5月5日 - 1969年7月28日） ※21:30 - 22:00孤独のメス （1969年5月5日 - 1969年8月11日） ※22:00 - 22:56 | 黒澤明シリーズ （1969年8月18日 - 1969年9月29日） | 月曜ロードショー （1969年10月6日 - 1987年9月21日） 【金曜19:30枠から移動して改題】 |